# Mastignatha incuriosa
Mastignatha incuriosa là một loài bướm đêm trong họ Noctuidae.